# Albert Sunyer Castillo
Albert Sunyer Castillo és un informàtic i polític català. Membre de la Coordinadora Administrativa de Pirates de Catalunya com a tresorer, escollit a través de l'Assemblea del Partit i membre de la Territorial de Girona Ciutat. Nascut a Barcelona el 1990, manté des de fa anys una activitat política a la ciutat en diverses entitats i col·lectius.
Va ser el candidat a les eleccions del 21 de desembre de 2018 de Pirates de Catalunya a la provincia de Girona, candidatura juntament amb la Candidatura d'Unitat Popular (CUP). Continua treballant mà a mà activament amb aquesta formació política tant a nivell local de la ciutat de Girona com a nivell nacional.
Actualment forma part a més a més del grup promotor de Guanyem Girona, candidatura ciutadana per una Girona social, democràtica, popular i republicana.
Triat candidat a les eleccions municipals del 2019, en el municipi de Girona, per part de la assemblea de Pirates de Girona.
Recentment, ha resultat triat candidat al Congrés dels Diputats de la formació Pirates de Catalunya per a la demarcació de Girona.